# Stazione di Varano
La stazione di Varano, o Ancona Varano, è una stazione ferroviaria posta sulla ferrovia Adriatica. Serve la località di Varano, frazione del comune di Ancona e i quartieri anconetani di Brecce Bianche, Passo Varano e Ponte Rosso.